# Инсектицид
Хемијска отровна једињења која се користе против штетних инсеката. У састав инсектицида, ради штедње и бољег растурања, обично се отровним супстанцама додаје неки „носач“, најчешће талк, каолин, вода. У састав инсектицида улазе и тзв. помоћне материје, које обезбеђују квашење, трајање и лебдење у води. Данас је у употреби много врста инсектицида. Према физичком стању у тренутку примене разликују се: чврсти (прашковити), течни и гасовити инсектициди; према токсичном дејству на инсекте деле се на: утробне (унутрашње), додирне (контактне), гасовите и системичне отрове. Ова подела није апсолутна, јер неки инсектициди (поливалентни), делују истовремено утробно, контактно и фумигантно. Ови отрови убијају инсекте углавном делујући на њихов централни нервни систем, тако бубашваба не угине од последица тровања, већ због тога што се преврнула на леђа и није могла да поново устане.
Инсектициди укључују овициде и ларвициде који се користе против јаја инсеката и ларви. Инсектициди се користе у пољопривреди, медицини, индустрији и од потрошача. Сматра се да су инсектициди један главни фактор повећања пољопривредне продуктивности 20. века. Готово сви инсектициди имају потенцијал да значајно промене екосистеме; многи су токсични за људе и/или животиње; неки се концентришу ширећи се дуж ланца исхране.
Инсектициди могу бити репелентни или нерепелентни. Друштвени инсекти попут мрава не могу да детектују нерепеланте и лако се пузе кроз њих. Када се врате у гнездо, са собом преносе инсектицид и излажу остале обитаваоце гнезда. Временом ово елиминише све мраве, укључујући и матицу. Ово је спорије од неких других метода, али обично у потпуности искорењује колонију мрава.

## Типови активности
Системски инсектициди постају инкорпорирани и системски дистрибуирани по целој биљци. Када се инсекти хране биљком, уносе инсектицид. Системски инсектициди које производе трансгенске биљке називају се заштитним средствима уграђеним у биљке (ПИП). На пример, ген који кодира одређени биоцидни протеин из бактерије Bacillus thuringiensis уведен је у кукуруз и друге врсте. Биљка производи протеин који убија инсекте када конзумирају биљни материјал.

Контактни инсектициди су токсични за инсекте при директном контакту. То могу бити неоргански инсектициди, који су метали и укључују најчешће коришћени сумпор, и ређе коришћени арсенати, једињења бакра и флуора. Контактни инсектициди такође могу бити органски инсектициди, тј. органска хемијска једињења која су синтетички произведена. Већина пестицида који се данас користе су у овој групи. Они то могу бити и природна једињења попут бухача, ним уља, итд. Контактни инсектициди обично немају резидуалну активност.
Ефикасност се може повезати са квалитетом примене пестицида, при чему мале капљице, као што су аеросоли често побољшавају перформансе.

## Биолошки пестициди
Многа органска једињења производе биљке у сврху одбране биљке домаћина од предације. Тривијални случај је дрво колофонијум, која је природни инсектицид. Конкретно, производња олеорезина четинарских врста је компонента одбрамбеног одговора од напада инсеката и гљивичне патогене инфекције. Многи мириси, нпр. уље зимзелена, заправо су антифиданти.
У комерцијалној употреби су четири екстракта биљака: бухач, ротенон, ним уље и разна есенцијална уља.

## Остали биолошки приступи

### Протектанти инкорпорирани у биљке
Трансгенски усеви који делују као инсектициди постали су доступни су 1996. генетски модификованим кромпиром који је производи  протеин, изведен из бактерије Bacillus thuringiensis, који је токсичан за ларве буба, попут колорадске златице. Техника је проширена тако да укључује употребу РНК интерференције РНКи која фатално утишава кључне гене инсеката. РНКи је вероватно еволуирала као одбрана од вируса. Ћелије средњег црева код многих ларви узимају молекуле и помажу у ширењу сигнала. Ова технологија може имати за циљ само инсекте који имају пригушене секвенце, као што је показано када одређена РНКи делује само једну од четири врсте воћних мува. Очекује се да ће ова техника заменити многе друге инсектициде који губе ефикасност због ширења отпорности на пестициде.

### Ензими
Многе биљке излучују супстанце којима одбијају инсекте. Главни примери су супстанце које активира ензим мирозиназа. Овај ензим претвара глукозинолате у различита једињења која су токсична за биљоједне инсекте. Један производ овог ензима је алил изотиоцијанат, оштар састојак соса од рена.
Мирозиназа се ослобађа тек уситњавањем масе рена. Пошто је алил изотиоцијанат штетан за биљку, као и за инсекте, он се складишти у нешкодљивом облику глукозинолата, одвојено од ензима мирозиназе.

## Синтетички инсектициди и природни инсектициди
Један од главних нагласака органске хемије је развој хемијских алата за побољшање пољопривредне продуктивности. Инсектициди представљају водећи подручје тог нагласка. Многи водећи инсектициди су инспирисани биолошким аналозима. Многи други нису присутни у природи.

### Органохлориди
Најпознатији органохлорид, ДДТ, створио је швајцарски научник Паул Милер. За ово откриће је он добио Нобелову награду за физиологију или медицину 1948. године. ДДТ је уведен 1944. Он функционише отварањем натријумових канала у нервним ћелијама инсеката. Истовремени успон хемијске индустрије омогућио је производњу ДДТ-а и сродних хлорисаних угљоводоника у великим размерама.

### Органофосфати и карбамати
Органофосфати су још једна велика класа контактних инсектицида. Они такође имају за циљ нервни систем инсеката. Органофосфати ометају ензиме ацетилхолинестеразу и друге холинестеразе, нарушавајући нервне импулсе и убијајући или онеспособљавајући инсекте. Органофосфатни инсектициди и хемијски борбени нервни агенси (као што су сарин, табун, соман и VX) делују на исти начин. Органофосфати имају кумулативни токсични ефекат на дивље животиње, па вишеструко излагање овим хемикалијама појачава токсичност. У САД је употреба органофосфата опала порастом доступности алтернатива.

### Пиретроиди
Пиретроидни пестициди опонашају инсектицидну активност природног једињења пиретрин, биопестицида који се налази у бухачу. Ова једињења нису перзистентни модулатори натријумових канала и мање су токсична од органофосфата и карбамата. Једињења из ове групе се често примењују против штеточина у домаћинству.

### Неоникотиноиди
Неоникотиноиди су синтетички аналози природног инсектицида никотина (са знатно нижом акутном токсичношћу за сисаре и већом постојаношћу на терену). Ове хемикалије су агонисти ацетилхолинских рецептора. Неоникотиноиди су системски инсектициди широког спектра, брзог деловања (минути-сати). Они се примењују се у облику спрејева, натапањем, третманом семена и тла. Третирани инсекти показују дрхтање ногу, брзо кретање крила, повлачење стилета (лисне уши), дезорјентисано кретање, парализу и смрт. Имидаклоприд је вероватно најчешћи. Однедавно је под лупом због потенцијалних погубних ефеката на медоносне пчеле и његовог потенцијала да повећа подложност пиринча на нападе припадника Fulgoromorpha инсектног подреда.

### Бутенолиди
Бутенолидни пестициди су нова група хемикалија, сличних неоникотиноидима по свом начину деловања, који до сада имају само једног представника: флупирадифурон. Они су агонисти ацетилхолинског рецептора, попут неоникотиноида, али са другачијом фармакофором. Они су системски инсектициди широког спектра, који се примењују у облику спрејева, заливања, третмана семена и тла. Иако је класична процена ризика ову групу инсектицида (и посебно флупирадифурон) сматрала безбедном за пчеле, нова истраживања су побудила забринутост због њихових леталних и сублеталних ефеката, самих или у комбинацији са другим хемикалијама или факторима околине.

### Рјаноиди
Рјаноиди су синтетички аналози са истим начином деловања као и рјанодин, природни инсектицид екстрахован из Ryania speciosa (Salicaceae). Они се везују за калцијумове канале у срчаним и скелетним мишићима, блокирајући пренос нерва. Први регистровани инсектицид из ове класе био је ринаксипир, генеричко име хлорантранилипрол.